# 1879 en santé et médecine
| Années de la santé et de la médecine : 1876 - 1877 - 1878 - 1879 - 1880 - 1881 - 1882    |
| Décennies de la santé et de la médecine : 1840 - 1850 - 1860 - 1870 - 1880 - 1890 - 1900 |

Cet article présente les faits marquants de l'année 1879 en santé et médecine.

## Événements
- Louis Pasteur découvre le principe de la vaccination en étudiant le choléra des poules.

## Naissances
- 23 avril : Walther Spielmeyer (mort en 1935), neurologue et neuropathologiste allemand.
- 1er octobre : Felix Lewandowsky (mort en 1921), dermatologue allemand, ayant décrit le syndrome de Jadassohn-Lewandowsky.
- 14 novembre : Gaston Cotte (mort en 1951), chirurgien français.